# راست‌شاخچه‌سانان
راست‌شاخچه‌سانان (نام علمی: Orthocerida) نام یک راسته از رده سرپایان است.